# Andreï Arkhanguelski
Pour les articles homonymes, voir Arkhanguelski.
Andreï Dmitrievitch Arkhanguelski (russe : Андре́й Дми́триевич Арха́нгельский), né le 26 novembre (8 décembre) 1879 et mort le 16 juin 1940, est un géologue russe. Il est professeur à l'université d'État de Moscou.
Il remporte le prix Lénine en 1928.
Le cratère martien Arkhanguelski a été nommé d'après lui.